# Cyclammininae
Cyclammininae es una subfamilia de foraminíferos bentónicos de la familia Cyclamminidae, de la superfamilia Loftusioidea , del suborden Loftusiina y del orden Loftusiida. Su rango cronoestratigráfico abarca desde el Paleoceno hasta la actualidad.

## Discusión
Clasificaciones previas incluían Cyclammininae en el suborden Textulariina, en el orden Textulariida o en el orden Lituolida.

## Clasificación
Cyclammininae incluye al siguiente género:
- Cyclammina